# Apterigots
Els apterigots (Apterygota, gr. 'sense ales') són un tàxon parafilètic que inclou els insectes que en el curs de l'evolució mai han estat proveïts d'ales. El concepte s'oposa al de pterigots (grup, aquest sí, monofilètic) que inclou els insectes amb ales o que clarament deriven d'avantpassats alats (com les puces).
Els apterigots es consideren els hexàpodes més primitius, com ho demostra el fet de no haver desenvolupat encara les ales i de no experimentar metamorfosi (ametabolia). A part d'aquestes dues característiques, clarament plesiomòrfiques, no comparteixen cap caràcter derivat (apomorfia) que justifiqui l'existència d'aquest grup com entitat taxonòmica. Els grups parafilètics d'aquesta índole no són acceptats per l'actual taxonomia cladística.
Dins els apterigots s'incloïen els colèmbols, els proturs, els diplurs, els arqueògnats i els zigentoms. Les relacions filogenètiques entre aquests grups i els insectes alats (Pterygota) són:
|  | Collembola |
|  |            |
|  | Protura    |
|  |            |

|  | Archaeognatha                                           |
|  |                                                         |
|  | \| \| Zygentoma \| \| \| \| \| \| Pterygota \| \| \| \| |
|  |                                                         |
|  | Zygentoma                                               |
|  |                                                         |
|  | Pterygota                                               |
|  |                                                         |

|  | Zygentoma |
|  |           |
|  | Pterygota |
|  |           |

|  | Collembola |
|  |            |
|  | Protura    |
|  |            |

|  | Archaeognatha                                           |
|  |                                                         |
|  | \| \| Zygentoma \| \| \| \| \| \| Pterygota \| \| \| \| |
|  |                                                         |
|  | Zygentoma                                               |
|  |                                                         |
|  | Pterygota                                               |
|  |                                                         |

|  | Zygentoma |
|  |           |
|  | Pterygota |
|  |           |